# Wynigen
Wynigen är en ort och kommun i distriktet Emmental i kantonen Bern, Schweiz. Kommunen har 2 085 invånare (2023).